# Microcyba affinis
Microcyba affinis är en spindelart som beskrevs av Holm 1962. Microcyba affinis ingår i släktet Microcyba och familjen täckvävarspindlar.
Artens utbredningsområde är Uganda. Inga underarter finns listade i Catalogue of Life.